# Ideología del logro
La ideología del logro es la creencia de que el individuo adquiere, a través del trabajo duro y una buena educación,  una definición del éxito aceptada a nivel social. En este punto de vista, factores como el género, la raza o etnia, los antecedentes económicos, las redes sociales, o las situaciones geográficas son secundarios al trabajo duro y la educación, o si no, son totalmente irrelevantes en la búsqueda del éxito.

## Análisis contemporáneo
En 2002, Sandra L. Barnes señaló que las personas que creen en la ideología estadounidense del logro tienden a considerar el fracaso como consecuencia de las diferencias morales o de actitud entre los individuos. Para aquellos que no están de acuerdo con la ideología del logro, las diferencias de actitud mencionados son más una reacción a fuerzas institucionales y estructurales negativas. En su estudio, Barnes encontró que aquellos que más se benefician de la ideología del logro (los varones blancos en barrios de clase más alta, por ejemplo) son más propensos a adoptar la ideología de logro. Por ejemplo, los afroamericanos son más propensos que los blancos a creer que la raza es un rasgo atribuido que ayuda a algunos a lograr el éxito con mayor facilidad que otros. De manera similar, aquellos con mayores ingresos son más propensos a afirmar que la disposición de una red social fuerte no es un factor importante para el éxito. Todos los grupos de encuestados, sin embargo, creen que la educación y el trabajo duro son los factores más importantes para el éxito, demostrando que la ideología del logro es predominante o prevalente. En última instancia, Barnes argumenta que el individuo puede alcanzar mejor el éxito si tiene una actitud orientada hacia el logro junto con la capacidad real de lograr sus objetivos. Mientras que la mayoría de personas puede tener la actitud apropiada, ciertos factores estructurales evitarían que tales personas logren metas.
Donna Y. Ford trató de descubrir las diferencias ideológicas tanto entre hombres y mujeres como entre estudiantes afroamericanos dotados y no dotados. Ford describe cuatro teorías relacionadas con la ideología del logro - logro de necesidades, test de ansiedad, aprendizaje social y teorías de atribución.

### Teoría del logro de necesidades
Los científicos sociales que defienden esta teoría creen que el logro individual es producto de la motivación para tener éxito por la motivación para evitar el fracaso. Esto significa que los individuos pesan su expectativa de éxito con el valor que depositan en dicho éxito. Lo último también puede explicarse como qué tan bien un individuo piensa que puede hacer algo y qué tanto importa realmente hacer ese algo.

### Teoría del test de ansiedad
Como con la teoría del logro de la necesidad, los científicos sociales que apoyan la teoría del test de ansiedad centran sus investigaciones en cómo un estudiante evalúa su capacidad para tener éxito. Si se tiene a un grupo de estudiantes preocupados por el resultado de su desempeño, o que temen al fracaso y a la humillación por no realizar una actividad correctamente, es probable que ellos no alcancen su máximo rendimiento por la ansiedad vigente que reprime al desempeño mismo.

### Teoría del aprendizaje social
En esta teoría, los estudiantes son socializados desde temprana edad y mantienen diferentes expectativas o valores basados en su propia experiencia o situación social. De acuerdo con esta teoría, los estudiantes que son criados en un ambiente de bajo rendimiento, que a menudo ven a las generaciones anteriores y miembros de la familia lejos del éxito, más seguramente internalizarán estos valores y percibirán su propio éxito como poco probable.

### Teoría de la atribución
Esta teoría explica la falta de motivación en los estudiantes como resultado de su creencia en la ideología del logro. Cuando los estudiantes atribuyen su propio fracaso a la falta de habilidad, son entonces menos propensos a esperar un buen desempeño. Si un estudiante cree completamente en la ideología del logro, el fracaso sólo puede ser resultado de una falta de habilidad o falta de esfuerzo.
Ford afirma que, aunque estas cuatro teorías pueden explicar la falta de rendimiento en algunos estudiantes, sólo se centran en la falta de motivación de los estudiantes para tener logros y no consideran el fracaso de un estudiante a pesar de su deseo de lograr algo. La autora describe esto como la "paradoja del fracaso", una discrepancia entre la ideología del estudiante y su logro real (es decir, cuando los estudiantes no hacen bien en la escuela a pesar de mostrarse de acuerdo con la ideología del logro). En el estudio de Ford, la mayoría de los estudiantes afroamericanos dotados y no dotados afirmaron que la escuela es "muy importante". La mayoría de los estudiantes afroamericanos, tanto hombres como mujeres, respondieron que la escuela era importante o muy importante. En conclusión, si es verdad que la mayoría de los estudiantes están, de hecho, motivados y ven a la escuela como importante para el éxito, el fracaso de un estudiante debe ser explicado por otra variable, una de entre las variables más frecuentemente atribuidas como la raza o la etnia, el género, etc.

## Efectos en el área laboral
La creencia en la ideología del logro hace que los empleados perciban al éxito educativo individual como el factor dominante a la hora de contratar empleados en potencia, esto así pues la ideología del logro perpetúa la noción que aquellos que han tenido éxito educativo son los mejores trabajadores. En Educación y empleo, Ivar Berg escribe: "El aumento de los requisitos educativos para los puestos de nivel medio ... puede estar ocurriendo a algún costo a una sociedad que históricamente se ha enorgullecido de sus oportunidades de movilidad". Este proceso provoca que el sistema educativo estadounidense actúe más como una "agencia de licencias" en lugar de promover la educación por el bien de la misma. Esto, a su vez, hace que muchos empleados sean sobrecalificados para sus trabajos.
Cuando los puestos de trabajo gradualmente requieren un mayor y más alto nivel educativo como requisito previo, el esfuerzo puesto en lograr aquel requisito no es igual al esfuerzo o habilidad necesaria para el trabajo. Por tanto, qué tanto aprueban los empleados la ideología del logro es un aspecto que disminuye cada año que ellos permanecen en un trabajo particular para el cual han sido sobrecalificados. En otras palabras, los empleados comienzan a ver el esfuerzo que hacen en la escuela como innecesario.

## Razones para aprobar o rechazar la ideología del logro
Jay MacLeod estudió dos grupos de niños y jóvenes que vivían en un barrio de bajos ingresos para su libro, Ain’t No Makin' It. Los Hallway Hangers, un grupo de muchachos en su mayoría blancos, no respaldaron la meritocracia, la ideología del logro estadounidense. MacLeod encontró que su escepticismo era el resultado de varios factores. Primero, aunque los padres de los Hallway Hangers quisieran que sus hijos tengan un rendimiento positivo, ellos sabían por su propia experiencia que estimular aspiraciones altas sólo los pondría a la espera del fracaso y la decepción. Tanto los padres como los niños se vieron afectados por el entorno de bajo rendimiento.
Los Hallway Hangers y sus padres rechazaron la ideología del logro porque no percibieron que el éxito laboral como efecto del trabajo duro correspondería con seguridad a su propia situación, una en la cual pocos parientes jamás alcanzaron el éxito financiero, donde las oportunidades de trabajo eran pocas y donde el trabajo duro en la escuela raramente influyó en la empleabilidad. Por otra parte, si los Hallway Hangers aceptaran la ideología del logro, esto lógicamente implicaría la creencia de que sus padres no habían tenido éxito financiero por perezosos o poco inteligentes. Los Hallway Hangers reconocieron que aquello último no era cierto. Irónicamente, a pesar de que los Hallway Hangers caucásicos comprendieron que la ideología de logro era falsa en su caso, no fueron capaces de entender que era igualmente falsa en el caso de los afroamericanos. Los Hallway Hangers se mantuvieron al margen de este entendimiento por su creencia en otra poderosa ideología estadounidense, la del racismo y la inferioridad intelectual de los negros. Mientras que los Hallway Hangers admitieron no haber tenido éxito financiero debido a su posición en la clase baja, no podían reconocer que la explotación de clases era también responsable del fracaso financiero de los afroamericanos. Además de atribuir la inferioridad a los afroamericanos, los Hallway Hangers también los atacaron, culpándolos por tomar todos los trabajos que ellos, como blancos, creían merecer.
El análisis de MacLeod se completa con el análisis de un segundo grupo que se autodenominaba The Brothers. Compuesto de hombres jóvenes afroestadounidenses, The Brothers residían en la misma vivienda pública que los Hallway Hangers, pero ellos respaldaban la meritocracia, la ideología del logro. The Brothers comprendieron que la situación racial en Estados Unidos había mejorado mucho desde el tiempo de sus padres. Esto los llevó a la creencia de que cada generación de negros había trabajado más duro que la anterior: si ellos hicieran lo mismo, ellos serían capaces de un buen desempeño en la escuela y así tener éxito en la fuerza laboral. Aunque The Brothers habitaban en la misma vivienda pública, lo habían hecho por mucho menos tiempo que los Hallway Hangers: algunas de sus familias habían residido en "Clarendon Heights" durante tres generaciones. Muchos de The Brothers se habían mudado a la vivienda pública proviniendo de situaciones mucho peores e incluso barrios más pobres, cuya reciente llegada les hizo pensar que estaban capaces de desplazarse hacia arriba. Igual y a pesar del optimismo, para ellos era tan improbable como para los Hallway Hangers encontrar un empleo viable después de la escuela. Su creencia en la meritocracia, e incluso su duro trabajo en la escuela, no les permitió superar el racismo y las estructuras de clase que vencieron sus aspiraciones en el mundo exterior. The Brothers sabían que la ideología de la inferioridad racial era falsa, pero ellos mismos estaban engañados por la ideología que no afectaba justamente a los Hallway Hangers, aquella ideología de la meritocracia y de igualdad de oportunidades para todos.